# ヘクトルの死を悼むアンドロマケ
『ヘクトルの死を悼むアンドロマケ』（ヘクトルのしをいたむアンドロマケ、仏: Andromaque pleurant Hector, 英: Andromache Mourning Hector）は、フランスの新古典主義の巨匠ジャック＝ルイ・ダヴィッドが1783年に制作した絵画である。油彩。主題はホメロスの叙事詩『イリアス』で言及されているトロイア王子ヘクトルの妻アンドロマケを襲った悲劇から採られている。王立絵画彫刻アカデミー入会作品。現在はパリのルーヴル美術館に所蔵されている。またパリ市立プティ・パレ美術館に準備習作が所蔵されている。

## 主題
アンドロマケはホメロス以来、貞淑な妻として描かれている。『イリアス』によるとアンドロマケはトロアス地方都市テベの王エエティオンの娘で、トロイア王プリアモスの子ヘクトルと結婚し、アステュアナクスを生んだ。アンドロマケは妻として館の女たちをまとめ、機織りと糸紡ぎに励み、夫の軍馬を熱心に世話した。トロイア戦争でヘクトルはパトロクロスを討ち取るがアキレウスに討たれた。アキレウスは遺体を戦車につないで、城壁の周囲を曳き回り、ヘクトルの死をトロイアの人々に見せつけた。アンドロマケはその光景を目撃して気絶した。プリアモスは密かにアキレウスの陣営に赴き、ヘクトルの遺体の返還を求めた。ヘクトルの遺体が返還されると、アンドロマケはヘクトルの頭を抱き締め、涙を流しながら別れの言葉をかけたという。その後、トロイアが戦争に敗れると、ヘクトルの遺児アステュアナクスは殺され、アンドロマケは夫を殺したアキレウスの息子ネオプトレモスに褒美として与えられた。

## 作品
ダヴィッドはアンドロマケが夫ヘクトルの死を嘆くホメロスの『イリアス』の一場面を描いている。ヘクトルの遺体は画面を上下に分割するように寝台の上に横たわり、赤い毛布が掛けられている。寝台は画面下部の左端から右端に及び、寝台の形状のためにヘクトルの上半身はやや持ち上げられている。アンドロマケは前景に配置された椅子に座り、演劇的な身振りで天を仰いでいる。抱き寄せられた幼い息子アステュアナクスは母を慰めようとして手を伸ばしている。画面奥の上部には古典的な石柱が立ち並び、その土台部分に黒い垂れ幕が取り付けられている。画面右端の背景に配置された高い燭台は火が燃え、その台座部分にはギリシア語の記銘が記されている。画面左下にはヘクトルの兜や剣が置かれている。
未亡人の母と幼い息子という主題はダヴィッドの個人的体験を呼び起こした可能性がある。ダヴィッドは9歳の時に決闘で父ルイ＝モリス・ダヴィッド（Louis-Maurice David）を殺された。母を慰めようとするアステュアナクスは、父を殺されたときのダヴィッドとほぼ同じ年齢のように見える。
構図は古代の浮き彫りから影響を受けている。しかしその構図は図式的で成功しているとは見なされていない。衣文表現は卓越しており、アステュアナクスの描写は感動的である。しかし空間性に乏しく、寝台は画面奥の壁に押しつけられているように見え、画面上部は暗く重々しい。形の組み合わせと変化の表現に成功しておらず、アンドロマケの態度も演劇的で深みに欠ける。ヘクトルの裸体は高貴で悲劇的ではあるがその顔は没個性的である。
王立絵画彫刻アカデミーは本作品がアカデミーの美の基準に達しているとして称賛したが、作品の単調な色彩や、気取り、冷たさについて批判する意見もあった。
リュック・ド・ナントゥイユはこの作品に、古代の理想に憧れながらも自身の能力に思い悩み、引き裂かれるダヴィッドの姿を見ている。リュック・ド・ナントゥイユによると、寝台のしわや、ヘクトルの遺体に掛けられた毛布、アンドロマケのかさばった衣装、アステュアナクスの大きすぎる衣装といったものは、それらに生気を挿入しようとするダヴィッドの試みである。彼は単純な主題にあまりにも多くの意味を与えようとしために荘重さと敬虔さにこだわりすぎてしまったのではないかと述べている。

## 来歴
絵画は1783年4月から8月にかけてパリで描かれた。完成した作品は1783年8月22 日に王立絵画彫刻アカデミーに入会作品として提供され、8月25日にルーヴル宮殿で開催されたサロンで展示された。1793年8月8日のリヨンの反乱までルーヴル宮殿のアカデミーに所蔵されていたが、その後アカデミーは廃止され、国民公会によって押収された。絵画は12月9日作成の目録に記載されたのち、アポロン・ギャラリーに保管された。絵画はその後もルーヴル宮殿に残り、1803年12月にラオコーンの間に設置された。1804年1月23日に修正するためダヴィッドの工房に移され、2か月後の3月12日にナポレオン美術館に返還された。また時期は不明であるが、ダヴィッドの工房があったパリのクリュニー・カレッジに移されたこともあった。ダヴィッド亡命後の1820年4月5日、パリにおけるダヴィッドの代理人であった弟子アントワーヌ＝ジャン・グロの自宅に移され、1824年5月26日から27日にかけてリシュリュー通りの115番地で展示された。ダヴィッドの死後、本作品を含むパリに残されていた画家の財産はグロに寄託され、1826年3月3日の目録に記載された。その後、同年4月17日および1835年3月11日にダヴィッド死後の2度の競売で売りに出された。しかし絵画は売れ残り、相続人に引き継がれた。その後、絵画は画家の孫ジャック・ルイ・ジュール・ダヴィッドの手に渡り、1886年にエコール・デ・ボザールに遺贈した。1969年5月にルーヴル美術館に寄託されると、1969年から1994年までモリアンの間で展示され、1994年11月以降はダリュの間で展示されている。

## ギャラリー

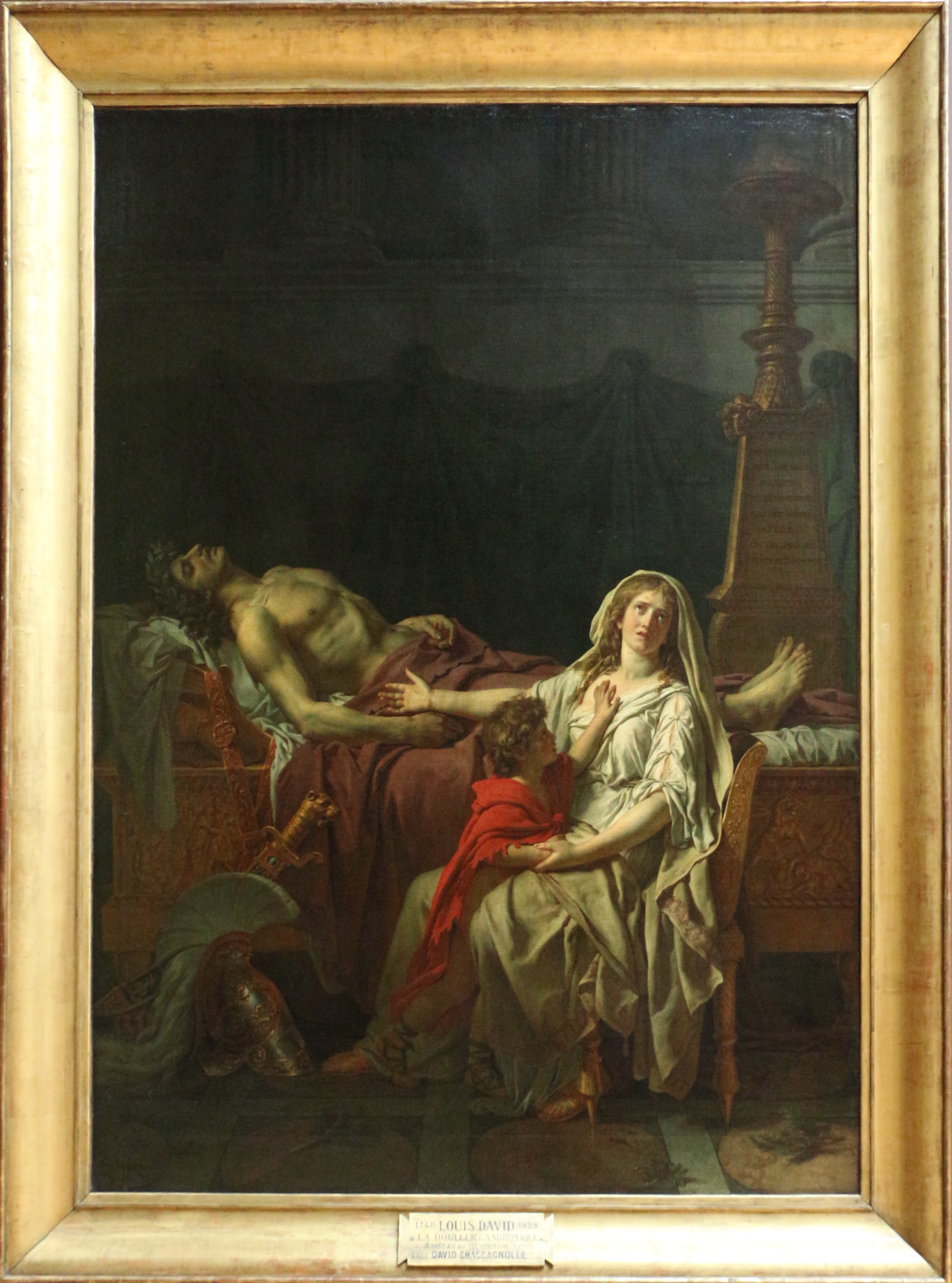
額縁
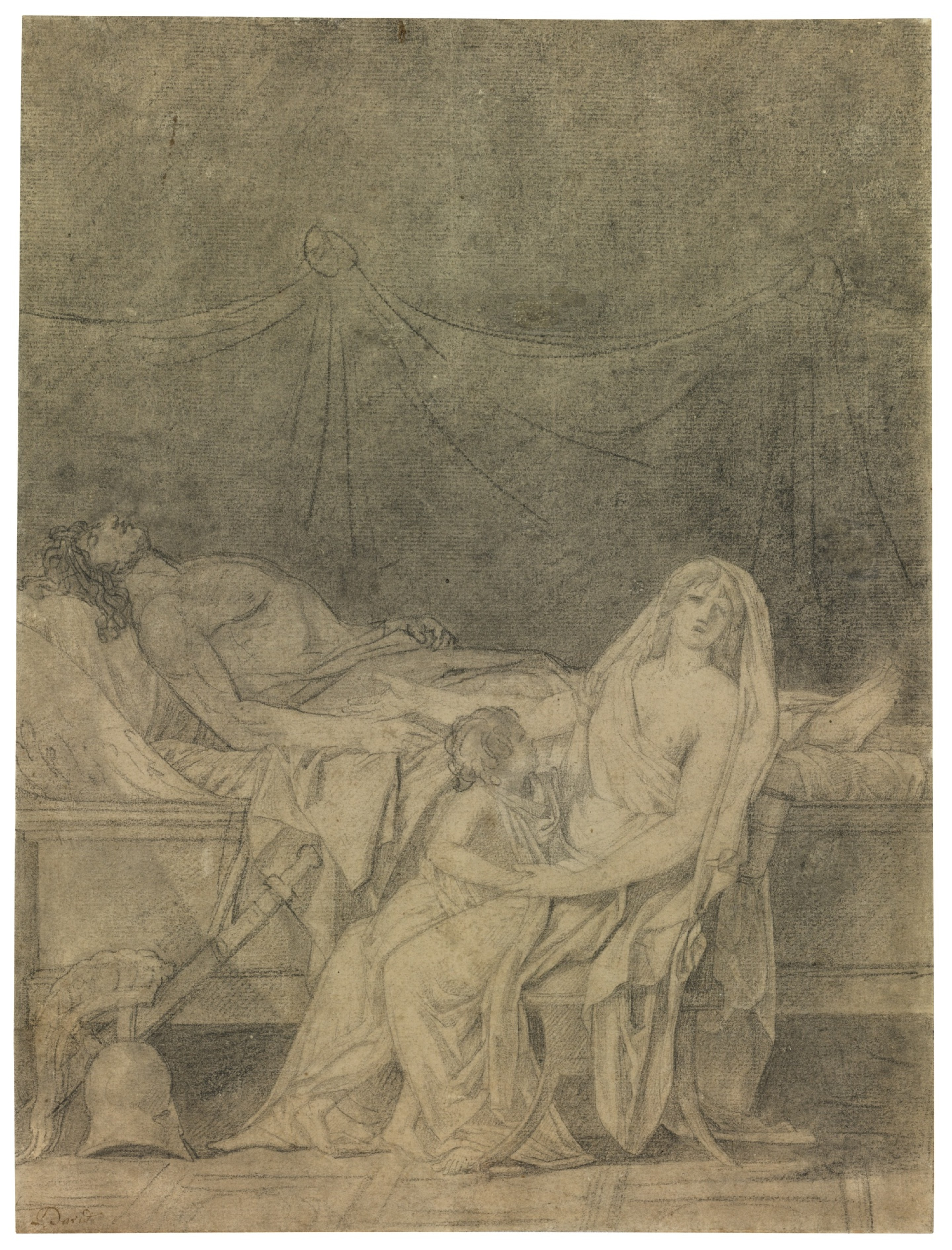
準備習作
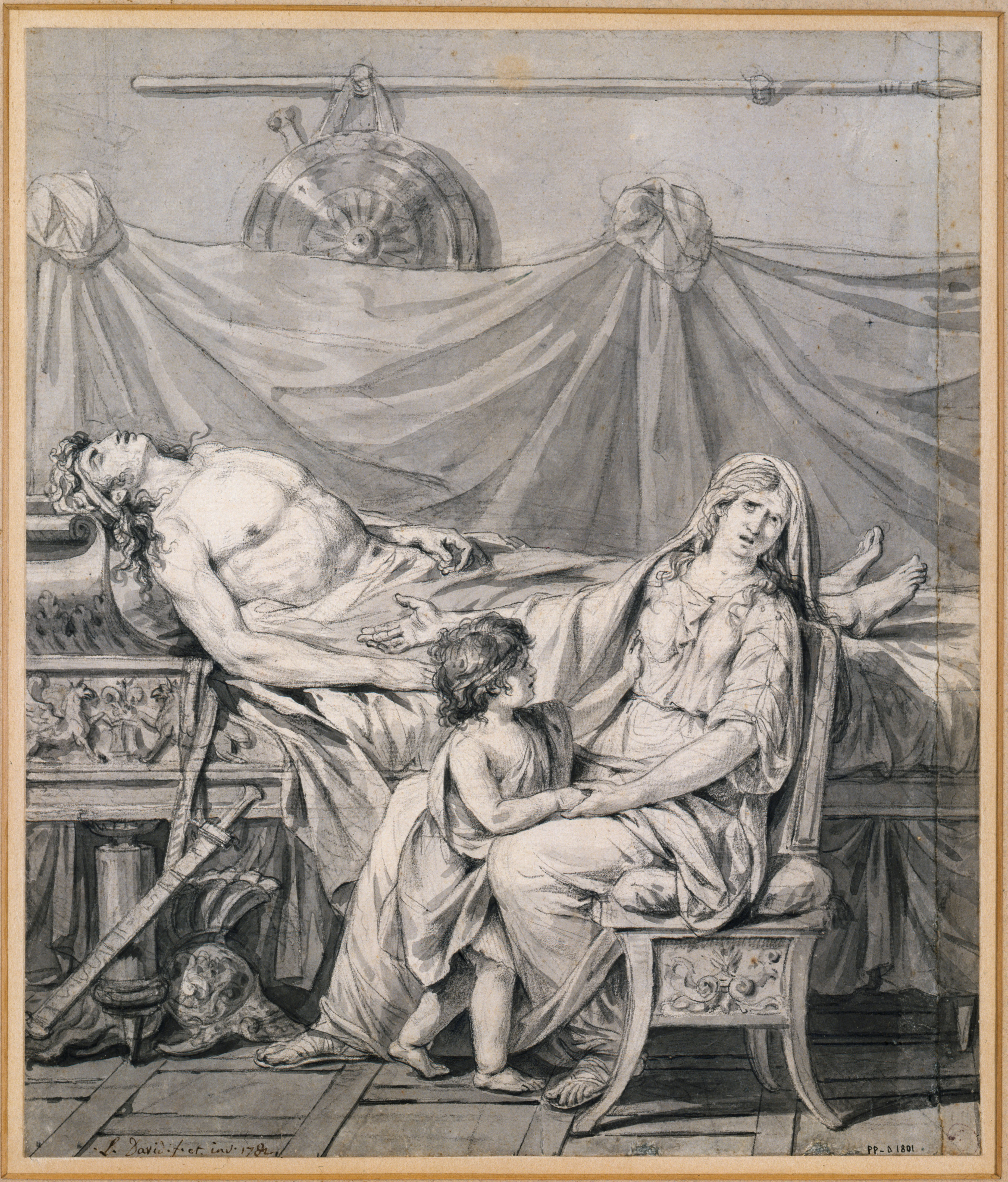
準備習作 1782年 パリ市立プティ・パレ美術館所蔵